# Tübinger Troja-Debatte
Als Troja-Debatte oder Troja-Diskussion wird eine Auseinandersetzung innerhalb der deutschen Altertumswissenschaft in Bezug auf die Erforschung des antiken Trojas bezeichnet, die besonders 2001/02 für Aufsehen sorgte.

## Vorgeschichte
Seit 1988 leitete der Tübinger Prähistoriker Manfred Korfmann die Ausgrabungen in Troja. Schon seit den Grabungen Heinrich Schliemanns im 19. Jahrhundert waren die Forschungsergebnisse umstritten: Zum einen gab und gibt es die Wissenschaftler, die im gefundenen Troja auch das in Homers Ilias beschriebene Troja sehen und die dort beschriebenen Ereignisse als im Kern historisch betrachten. Zum anderen gab und gibt es Skeptiker, die eine überregionale Bedeutung Trojas verneinen und die Ilias nicht als Beschreibung eines realen historischen Konfliktes sehen, sondern als eine Dichtung, die höchstens vereinzelt Rückschlüsse auf die bronzezeitliche Realität zulässt; das Troja der Epen habe es vermutlich nie gegeben.
Seit 1993 gehörte Korfmann, anfangs selbst Skeptiker, zu den Verfechtern der ersten Theorie; er glaubte nun an die grundsätzliche Historizität der von Homer besungenen Ereignisse und daran, die große Bedeutung der von ihm erforschten Stätte auch anhand seiner Ausgrabungen belegen zu können. 1994 identifizierte der Geophysiker und Archäologe Helmut Becker durch geomagnetische Messungen ein unerwartet großes Areal, das er und Korfmann als eine ausgedehnte Unterstadt unterhalb der Akropolis interpretierten, was die Hypothese zu stützen schien, dass es sich um eine bronzezeitliche Metropole gehandelt habe, die bedeutend genug war, um prominent in einen Krieg verwickelt gewesen zu sein, der groß genug war, um in die Sage einzugehen. Andere Forscher lehnten und lehnen diese Deutung der Ergebnisse hingegen ab und sind der Ansicht, für die Existenz einer bedeutenden Unterstadt fehlten die Beweise.
Ein wichtiges Problem, das hiermit zusammenhängt, ist die Frage nach der überregionalen Bedeutung der bronzezeitlichen Siedlung. In der wissenschaftlichen Diskussion sind weiterhin Fragen nach der Gleichsetzung der Siedlung mit Orten in altorientalischen Quellen und der Einbindung in die Welt Altvorderasiens, speziell Altanatoliens sowie in die griechisch-ägäische Welt, umstritten:
- Es gibt Forscher, die mit Korfmann in Troja einen wichtigen Handelsplatz sehen, der in der Bronzezeit nicht zuletzt die Dardanellen beherrschte. Andere Forscher halten die Stadt nicht für groß, bedeutend und mächtig genug dafür. Korfmann selbst hatte Troja vor 1993 ein „Piratennest“ genannt. In den Augen dieser Forscher kann Troja nicht mehr als ein allenfalls regional bedeutendes Handelszentrum gewesen sein; für eine überregionale Bedeutung der Stadt um 1200 v. Chr. fehlten die Beweise.
- Ein weiterer Streit entbrannte um die Gleichsetzung des homerischen Ilios bzw. Ilion mit Wiluša. War die in hethitischen Quellen Wiluša (zuweilen auch Wilušija) genannte Ortschaft die gleiche wie Homers Ilion, und entspricht Troia dem ebenfalls in hethitischen Quellen belegten Taru(w)iša/Tarwisa?[1]

## Verlauf der Debatte

### Auslöser
Im Frühjahr 2001 wurde die wesentlich von Korfmann und seinem Team beeinflusste Ausstellung Troia – Traum und Wirklichkeit vom deutschen Bundespräsidenten Johannes Rau und dem türkischen Staatspräsidenten Ahmet Necdet Sezer eröffnet und sorgte für großes öffentliches Interesse. 
Am 17. Juli 2001 gab der wie Korfmann in Tübingen lehrende Althistoriker Frank Kolb der Berliner Morgenpost ein Interview. Kolb hatte selbst Ausgrabungen in Kleinasien durchgeführt und zuvor auch Troja wiederholt besucht. In diesem Interview, das unter dem Titel Traumgebilde veröffentlicht wurde, griff Kolb seinen Kollegen Korfmann scharf an. Er bezweifelte die methodische Korrektheit mehrerer von Korfmanns Aussagen. Besonders kritisiert wurde hier ein Modell der Stadt Troja, von dem Kolb behauptete, dass es zumindest bisher keine Beweise für die Existenz einer derartigen Siedlung gebe: „Das Modell ist eine Fiktion: Traum, nicht Rekonstruktion“. Zum Bild der Stadt, wie es Korfmann vorschwebte, sagte Kolb: „Schliemann hat eben nicht das Troja Homers gefunden, sondern höchstens den Ort, an den sich der Mythos anlehnte. Das von Homer geschilderte Stadtbild ist Fiktion. Jede weitergehende Deutung findet keine Grundlage in den Befunden.“ Die Ausgrabungen in Troja und ihre Darstellung bezeichnet er als „medialen Heißluftballon“.
Im Schwäbischen Tagblatt vom 24. Juli ergänzte Kolb seine Ausführungen: „Viele Archäologen wissen, dass das Troia-Bild Korfmanns eine Fiktion ist“. Er meinte, das Trojabild Korfmanns sei „völlig absurd“. Er ging sogar so weit, zu behaupten: „Was Herr Korfmann macht, ist eine Irreführung der Öffentlichkeit“. Kolb beklagte, Korfmann habe im Vorfeld der Auseinandersetzung seine guten Kontakte zu überregionalen Medien genutzt, um fachliche Kritik an seiner Arbeit zu unterdrücken: So habe es die Frankfurter Allgemeine Zeitung (FAZ) abgelehnt, eine unerwartet negative Rezension der Ausstellung, die Kolb verfasst hatte, abzudrucken; erst nach dieser Erfahrung habe er – Kolb – sich entschlossen, auf anderem Wege die Öffentlichkeit zu suchen.
Da Kolb der Ansicht war, Korfmann wolle seine Kritiker mundtot machen, schlug er von Anfang an einen aggressiven Ton an. Die wohl schwerwiegendste Anschuldigung war dabei die Aussage: „Korfmann ist ein ‚Däniken‘ der Archäologie“, mit der Kolb bewusst eine Formulierung aufgriff, die Korfmann selbst einige Jahre zuvor in Hinblick auf Eberhard Zangger gebraucht hatte. In den folgenden Tagen wurden diese Anschuldigungen von mehreren anderen regionalen Zeitungen weitertransportiert, so von den Stuttgarter Nachrichten und der Stuttgarter Zeitung („Korfmann hält die Leute zum Narren.“ – „Korfmanns Grabungen sind in Ordnung, technisch. Auch was er zur Chronologie herausfindet. Die Interpretation aber ist eine Fiktion.“).

### Reaktionen und Gegenreaktionen
Am 27. Juli 2001 reagierte Korfmann in einer Stellungnahme auf Kolbs Anschuldigungen. Korfmann versuchte, betont sachlich auf Kolbs Einwürfe zu reagieren und zu erklären, wie man seines Erachtens in der Prähistorischen Archäologie zu Schlüssen und Analogien komme. Er schloss seine Ausführungen mit dem Angebot, innerhalb der Universität Tübingen – auch mit Frank Kolb – in dieser Angelegenheit zu diskutieren. Unterstützung bekam Korfmann von dem Klassischen Archäologen Charles Brian Rose von der University of Cincinnati, der in einer Erklärung am 30. Juli 2001 Korfmanns Arbeitsweisen bestätigte. Kolb hingegen beklagte, hinter den Kulissen führe Korfmann die Debatte alles andere als sachlich, zudem verzerre er bewusst die Sachlage und gebe sich nur vordergründig diskussionsbereit, gehe aber in Wahrheit gegen Kritiker vor. Kolb erhielt Unterstützung von einigen angesehenen Althistorikern, darunter Hans-Joachim Gehrke und Peter Funke.
Die Diskussion erreichte rasch einen Punkt, an dem beide Seiten unsachlich zu argumentieren begannen. Nachdem diese Auseinandersetzung an die Öffentlichkeit gelangt war, wurden auch neuere Bücher aktuell, die sonst kaum von einer breiten Öffentlichkeit wahrgenommen worden wären. Die Frankfurter Allgemeine Zeitung schuf aus Aussagen zweier Bücher von Dieter Hertel und Joachim Latacz schon am 23. Juli ein fiktives Streitgespräch der beiden, wobei der Klassische Archäologe Hertel die Seite Kolbs und der Altphilologe und Homer-Fachmann Latacz die Seite Korfmanns vertrat. Im Zuge dieser Belebung des Interesses an Homer- und Troja-Literatur erschien im Oktober 2001 ein Gespräch zwischen Korfmann und der Literaturkritikerin Sigrid Löffler in der Zeitschrift Literaturen. Hier erneuerte Korfmann das Gesprächsangebot an Kolb und andere Kritiker, verlangte aber zuvor eine Entschuldigung Kolbs, ohne die er keine Grundlage für einen fachlich-wissenschaftlichen Disput sah.
Die FAZ räumte am 12. September und am 9. Oktober je einem Gegner und einem Befürworter von Korfmanns Theorien Raum ein, ihre Sicht der Dinge darzustellen. Den Anfang machte der Kritiker Wolfgang Schuller, der, wie die meisten Althistoriker, ebenso wie Frank Kolb Korfmanns Theorien ablehnte. Es schien sich herauszukristallisieren, dass bei dieser Auseinandersetzung die Althistoriker gegen die Prähistoriker und Altorientalisten standen, während die Klassischen Archäologen geteilter Ansicht waren. Die Antwort auf Schuller steuerte erneut der Philologe Joachim Latacz bei, der zu einem der bedeutendsten Unterstützer Korfmanns wurde. Latacz blieb allerdings der einzige renommierte deutschsprachige Altphilologe, der sich auf Korfmanns Seite stellte.
Erkennbar ist in dieser Phase der Auseinandersetzungen, dass alle Beteiligten versuchten, wieder ein sachliches Niveau zu erreichen. Dennoch hatten vor allem Kolbs scharfe Äußerungen zu einem breiten Medienecho vor allem in Deutschland, aber auch im Ausland geführt. Christian Meier ging auf die Debatte in seinem Editorial der Novemberausgabe der Zeitschrift Damals ein und bezeichnete die Situation sarkastisch als Sommerlochfüller. Selbst in der britischen Zeitung The Times gab es einen großen Artikel zum Thema, der zwei Leserbriefe des Gräzisten Martin L. West und des Hethitologen J. D. Hawkins nach sich zog, die sich eindeutig an die Seite Korfmanns stellten. Es war anhand der Leserbriefe festzustellen, dass vieles nur noch aus zweiter oder dritter Hand bei den ausländischen Fachkollegen ankam und die Debatte somit zu einer Schädigung des Ansehens der deutschen Altertumswissenschaften führte.

### Symposium „Die Bedeutung Troias in der späten Bronzezeit“
Am 15. und 16. Februar 2002 kam es an der Universität Tübingen zu einem öffentlichen Symposium, wo Befürworter und Kritiker sachlich miteinander diskutieren sollten und jeder Wissenschaftszweig seine Sicht auf das Problem darstellen konnte. Als erstes stellten die Prähistoriker ihre Arbeit vor. Dabei ging Manfred Korfmann noch einmal auf die Anschuldigungen und Angriffe ein. Weitere Referenten waren Peter Jablonka, Harald Hauptmann, Hans-Peter Uerpmann und Bernhard Hänsel. Danach folgten die klassischen Archäologen, vertreten durch Dieter Hertel und Wolf-Dietrich Niemeier. Im dritten Abschnitt sprachen für die Altorientalisten Frank Starke und Susanne Heinhold-Krahmer. Darauf folgten die Althistoriker, die durch Gustav Adolf Lehmann und Frank Kolb vertreten wurden. Den Schluss bildeten als fünfte Gruppe die Homer-Forscher, vertreten durch Joachim Latacz und Wolfgang Kullmann. Als Moderatoren fungierten Richard Kannicht und Wolfgang Röllig.
Als Abschluss gab es eine Podiumsdiskussion, die von SWR übertragen wurde.

## Nachwirkung und weiterer Fortgang der Forschungen
Nach der Tagung erlahmte das Interesse der Öffentlichkeit an der Debatte.
Außerhalb der akademischen Kreise hat sich Korfmanns Position – nicht zuletzt wegen der offensiven Medienpräsenz Korfmanns und einiger populärer Unterstützer  – weitgehend durchgesetzt; unter Althistorikern dominiert hingegen Kolbs Ansicht, und die Archäologen und Altorientalisten sind nach wie vor gespalten.
Der Streit zwischen Kolb und Korfmann setzte sich fort, doch mit Korfmanns Tod 2005 erlahmte die fachliche Diskussion. Während der Grabungskampagne 2006 ließ sich dann nach Ansicht der Ausgräber – es handelte sich um Schüler und ehemalige Mitarbeiter Korfmanns – die Fortsetzung dessen, was Korfmann als bronzezeitlichen Befestigungsgraben der Unterstadt interpretiert hatte, auch im Osten mit Richtungswechsel nach Norden nachweisen. Eine Existenz der von Kolb angezweifelten größeren Unterstadt ist daher zumindest möglich – ein endgültiger Beweis steht jedoch noch aus, da diese Interpretation der Befunde nach wie vor keineswegs von allen Experten geteilt wird.  2010 erschien schließlich Frank Kolbs Monographie Tatort „Troia“, in der er sich mit den Interpretationen des Tübinger Troia-Projektes auseinandersetzte.